# Titularbistum Litomyšl
Litomyšl ist ein Titularbistum der römisch-katholischen Kirche.
| Titularbischöfe von Litomšyl |                   |                                        |                   |               |
| Nr.                          | Name              | Amt                                    | von               | bis           |
| 1                            | Jaroslav Škarvada | Weihbischof in Prag (Tschechien)       | 18. Dezember 1982 | 14. Juni 2010 |
| 2                            | Pavel Konzbul     | Weihbischof in Brünn (Tschechien)      | 21. Mai 2016      | 26. Mai 2022  |
| 3                            | Prokop Brož       | Weihbischof in Königgrätz (Tschechien) | 2. Dezember 2024  |               |